# Gritt Klinkhammer
Gritt Maria Klinkhammer (* 12. Oktober 1965 in Mülheim an der Ruhr) ist  eine deutsche Religionswissenschaftlerin.

## Leben
Von 1986 bis 1993 studierte sie Religionswissenschaft, Soziologie und Philosophie in Bochum und Marburg. Nach der Promotion 2000 zum Dr. phil. bei Peter Antes war sie von 2002 bis 2004 wissenschaftliche Assistentin am Max-Weber-Kolleg der Universität Erfurt. Seit 2004 ist sie Professorin für Empirische Religionsforschung und Theorie der Religion an der Universität Bremen.

## Schriften (Auswahl)
- Moderne Formen islamischer Lebensführung. Eine qualitativ-empirische Untersuchung zur Religiosität sunnitisch geprägter Frauen der zweiten Generation in Deutschland. Marburg 2000, ISBN 3-927165-69-7.
- mit Hans-Ludwig Frese, Ayla Satilmis und Tina Seibert: Interreligiöse und interkulturelle Dialoge mit MuslimInnen in Deutschland. Eine quantitative und qualitative Studie. Bremen 2011, ISBN 978-3-88722-722-7.
- mit Eva Tolksdorf (Hg.): Somatisierung des Religiösen. Empirische Studien zum rezenten religiösen Heilungs- und Therapiemarkt. Bremen 2015.
- mit Anna Neumaier: Religiöse Pluralitäten – Umbrüche in der Wahrnehmung religiöser Vielfalt in Deutschland. Bielefeld 2020, ISBN 978-3-8376-5190-4.